# Approximation par tronçons de coniques
En astrodynamique, l'approximation par tronçons de coniques (patched conic approximation) est une méthode pour déterminer une trajectoire approximative d'un véhicule spatial dans un environnement à plusieurs corps.

## Méthode
La méthode consiste à considérer les différentes sphères d'influence associées à chacun des corps du système. Lorsque le véhicule spatial entre dans la sphère d'influence d'un corps donné, on ne considère plus que l'interaction gravitationnelle entre ce corps et l'engin jusqu'à ce qu'il en sorte. Cela permet de réduire un problème à N corps à une succession de problèmes à deux corps, dont la solution analytique sous la forme d'une conique est connue.